# Larentia saisanica
Larentia saisanica är en fjärilsart som beskrevs av Louis Beethoven Prout 1937. Larentia saisanica ingår i släktet Larentia och familjen mätare. Inga underarter finns listade i Catalogue of Life.